# Omalotettix obliquus
Omalotettix obliquus är en insektsart som först beskrevs av Carl Peter Thunberg 1824.  Omalotettix obliquus ingår i släktet Omalotettix och familjen gräshoppor. Inga underarter finns listade i Catalogue of Life.